# Вэньси
Вэньси́ (кит. упр. 闻喜, пиньинь Wénxǐ) — уезд городского округа Юньчэн провинции Шаньси (КНР).

## История
При империи Цинь был создан уезд Цзои (左邑县). При империи Хань он был переименован в Вэньси. При империи Суй уезд был переименован в Тунсян (桐乡县), но при империи Тан ему было возвращено название Вэньси.
В 1949 году был создан Специальный район Юньчэн (运城专区), и уезд вошёл в его состав. В 1954 году Специальный район Линьфэнь был объединён со Специальным районом Юньчэн (运城专区) в Специальный район Цзиньнань (晋南专区). В 1970 году Специальный район Цзиньнань был расформирован, а вместо него образованы Округ Линьфэнь (临汾地区) и Округ Юньчэн (运城地区); уезд вошёл в состав округа Юньчэн. В 2000 году постановлением Госсовета КНР округ Юньчэн был преобразован в городской округ Юньчэн.

## Административное деление
Уезд делится на 7 посёлков и 6 волостей.